# Prigione di Evin
Prigione di Evin (in persiano زندان اوین‎, Zendân-e-Evin) è un carcere situato nel quartiere di Evin, a Teheran, Iran. Dalla Rivoluzione islamica del 1979 è diventato il principale centro di detenzione per prigionieri politici, giornalisti, accademici e difensori dei diritti umani. I detenuti hanno denunciato condizioni estreme, tra cui l’accesso limitato all’assistenza legale, torture e sanzioni collettive, suscitando condanne da varie organizzazioni internazionali per i diritti umani.

## Storia
La prigione fu realizzata nel 1972 ai piedi degli Elburz e la gestione fu assegnata ai servizi segreti iraniani SAVAK, direttamente dipendenti dallo Scià. La capacità iniziale era di circa 320 detenuti ma entro il 1977 fu espansa al punto di ospitarne più di 1500. Durante la Rivoluzione iraniana nel febbraio 1979 la prigione fu occupata dai ribelli che ne liberarono i detenuti.
Durante le manifestazioni scatenate dalla morte di Mahsa Amini nel 2022, si sono verificati episodi simbolici di resistenza tra le detenute. Nel dicembre 2022, alcune di loro hanno intonato una versione persiana del canto di protesta italiano "Bella ciao", a dimostrazione di solidarietà e resistenza, rafforzando l’immagine della prigione di Evin come simbolo del confronto tra società civile e regime.
Nel aprile 2025, l’Unione europea ha imposto sanzioni a sette persone e due entità iraniane accusate di gravi violazioni dei diritti umani. Tra gli sanzionati figurano Hedayatollah Farzadi, direttore della prigione di Evin, e Mehdi Nemati, capo del dipartimento di intelligence carceraria della provincia di Fars. Le misure prevedono congelamento beni, divieto di viaggi e restrizioni sull’esportazione di attrezzature che potrebbero essere utilizzate per la repressione interna.
Il 23 giugno 2025 Israele bombarda la prigione uccidendo più di 70 persone e ferendone decine, tra cui militari, prigionieri, i familiari dei prigionieri in visita, assistenti sociali, medici e infermieri. Gli attacchi sono avvenuti durante l’orario delle visite ai prigionieri. Amnesty International lo ha definito una grave violazione del diritto internazionale e un crimine di guerra.

## Prigionieri celebri
- Maziar Bahari – giornalista, regista e attivista iraniano
- Hossein Derakhshan – giornalista, ricercatore e blogger iraniano-canadese
- Nasser Fahimi – fisico ed attivista iraniano
- Emad Bahavar – attivista iraniano
- Akbar Gangi – giornalista iraniano
- Ahmad Batebi – attivista studentesco iraniano
- Jila Baniyaghoob – giornalista iraniana
- Saeed Abedini – attivista irano-statunitense
- Atena Daemi – attivista iraniana
- Kouhyar Goudarzi – attivista, giornalista e blogger iraniano
- Amir Mirza Hekmati – militare statunitense
- Ramin Jahanbegloo – filosofo ed accademico iraniano
- Zeynab Jalalian – attivista curda
- Verisheh Moradi – attivista curda
- Pakhshan Azizi – attivista curda
- Zahra Kazemi – fotografa iraniano-canadese
- Cécile Kohler e Jacques Paris – coniugi francesi accusati di spionaggio
- Omid Kokabee – fisico iraniano
- Bahman Ahmadi Amouee – giornalista iraniano
- Narges Mohammadi – attivista iraniana per i diritti umani e Premio Nobel per la pace 2023
- Kylie Moore-Gilbert – accademica australiana
- Said Matinpour – giornalista e attivista iraniano
- Marina Nemat – scrittrice iraniana
- Kasra Nouri – giornalista ed attivista iraniano
- Alessia Piperno – Blogger italiana
- Hossein Rajabian – regista, scrittore e fotografo iraniano
- Mehdi Rajabian – compositore e musicista iraniano
- Marzieh Rasouli – giornalista iraniano
- Clotilde Reiss – studentessa francese
- Abdolmalek Rigi – terrorista iraniano
- Roxana Saberi – giornalista e sceneggiatrice statunitense
- Cecilia Sala - giornalista e reporter italiana
- Mohsen Sazegara – giornalista ed attivista iraniano
- Maryam Shafipour – attivista iraniana
- Majid Tavakoli – studente ed attivista iraniano
- Jafar Panahi - regista e sceneggiatore iraniano